# Chromium
Chromium је Google-ов пројекат софтвера слободног и отвореног кода. Његов изворни код може се саставити (компајлирати) у веб-прегледач.
Google користи Chromium-ов код за израду прегледача Chrome који има више функција од самог Chromium-а. И многи други прегледачи заснивају се на коду Chromium-а: Microsoft Edge, Opera, Amazon Silk итд. Поред тога, поједине компаније трећих страна (не Google) изграђују код какав јесте и издају прегледаче под именом Chromium.
Кориснички интерфејс Chromium-а је минималистички. Корпорација је тежила да прегледач „постане лаган (когнитивно и физички) и брз”.